# 1874 a jogalkotásban
1874-ben az alábbi jogszabályokat alkották meg:

## Magyarország

### Törvények
- 1874. évi I. törvénycikk A magyar keleti vasut függő adósságainak rendezéséről
- 1874. évi II. törvénycikk A Nagy-Britannia és Irhon egyesült királyságával 1873 deczember 3-án a közönséges bűntettesek kölcsönös kiadatása iránt kötött államszerződés tárgyában
- 1874. évi III. törvénycikk A pénzügyi m. kir. miniszteriumot illető 1872-ki költségvetésből fennmaradt hitelmaradványoknak az 1873-ki évnek számlájára való igénybe vétele és az előre nem látott rendkivüli kiadások fedezésére az 1873. év folyamában felmerült póthitel tárgyában
- 1874. évi IV. törvénycikk A gabonára és hüvelyes veteményekre rótt vámilletékek ideiglenes megszüntetése iránt
- 1874. évi V. törvénycikk Az 1872. évi közösügyi költségekre a magyar korona országai által pótlólag fizetendő összeg fedezéséről
- 1874. évi VI. törvénycikk Az 1873. évi közösügyi költségekre a magyar korona országai által pótlólag fizetendő összeg fedezéséről
- 1874. évi VII. törvénycikk Az erdélyi katonai kórházak után az 1873. és 1874. évi bértöbbletek fedezésére szükséges póthitelről
- 1874. évi VIII. törvénycikk A métermérték behozataláról
- 1874. évi IX. törvénycikk Az 1872:VII. tc. A) XX. és B) X. fejezetei némely czimei és rovatainál tett tulkiadások fedezéséről
- 1874. évi X. törvénycikk A magyar határőrvidéki törvénykezés ujjászervezése folytán felmerült költségek fedezéséről
- 1874. évi XI. törvénycikk A belvizek levezetése körüli eljárásról
- 1874. évi XII. törvénycikk A Svéd- és Norvégországgal 1873. évi november 3-án kötött kereskedelmi és hajózási szerződésről
- 1874. évi XIII. törvénycikk  Az Oroszországgal 1873. évi május 21. (9.)-ik napján kötött postaszerződésről
- 1874. évi XIV. törvénycikk Az 1873:XXXIII. tc. által megállapitott 153 millió o. é. ezüst frt másik államkölcsön másik felének felvételéről
- 1874. évi XV. törvénycikk Az 1871:XXXI. törvénycikk 24. §-ának módositásáról
- 1874. évi XVI. törvénycikk A váltóhamisitás esetében követendő eljárásról
- 1874. évi XVII. törvénycikk A főváros pesti része telekkönyveinek átalakitásáról és kiegészitéséről
- 1874. évi XVIII. törvénycikk A vaspályák által okozott halál vagy testi sértés iránti felelősségről
- 1874. évi XIX. törvénycikk A budapesti kereskedelmi- és váltótörvényszék kereskedői ülnökei számának szaporitásáról
- 1874. évi XX. törvénycikk A keleti marhavész elleni intézkedésekről
- 1874. évi XXI. törvénycikk A budapesti magyar királyi tud. egyetem számára épitendő sebészeti kórodáról
- 1874. évi XXII. törvénycikk A hamis vagy vétkes gondatlanságból származott bukás esetében követendő eljárásról
- 1874. évi XXIII. törvénycikk A nők teljeskoruságáról
- 1874. évi XXIV. törvénycikk A bírói gyakorlati vizsgálatról
- 1874. évi XXV. törvénycikk Az országos statistika ügyének szervezéséről
- 1874. évi XXVI. törvénycikk A törvényhatóságoknak adandó inségi kölcsönre szükséges 500,000 forintnyi póthitelről
- 1874. évi XXVII. törvénycikk A román fejedelemséggel vasuti csatlakozások tárgyában 1874. évi május 31-én kötött egyezményről
- 1874. évi XXVIII. törvénycikk A temesvár-orsovai vasut kiépitéséről
- 1874. évi XXIX. törvénycikk A sopron-pozsony-lundenburg-vágvölgyi vasutról szóló engedélyokmány módositásáról, - és Nemsovától a Vlára-völgyben az ország határáig terjedő szárnyvonalának kiépitéséről
- 1874. évi XXX. törvénycikk A Győrtől Sopronon át Ebenfurt irányában az országhatáráig épitendő vasut engedélyokmánya némely pontjainak módositásáról
- 1874. évi XXXI. törvénycikk A métermérték behozataláról szóló törvény keresztülvitele czéljából az 1874. évre szükséges póthitelről
- 1874. évi XXXII. törvénycikk A Portugallal 1873. évi jan. 9-én kötött consulsági egyezményről
- 1874. évi XXXIII. törvénycikk Az 1848:V. törvénycikk és az erdélyi II. törvénycikk módositásáról és kiegészitéséről
- 1874. évi XXXIV. törvénycikk Az ügyvédi rendtartás tárgyában
- 1874. évi XXXV. törvénycikk A királyi közjegyzőkről
- 1874. évi XXXVI. törvénycikk Az 1875. év I. negyedében viselendő közterhekről és fedezendő államköltségekről
- 1874. évi XXXVII. törvénycikk A földadóról, a házadóról, a jövedelemadóról, a személyes kereseti adóról, a bélyeg- és illetékekről, a czukoradóról, a bor- és husfogyasztási adóról, és a dohányjövedékről szóló törvénycikkek hatályának meghosszabbitásáról
- 1874. évi XXXVIII. törvénycikk A közös államháztartás 1871. és 1872. évi zárszámadásaiban engedélyezett kiadási többletek Magyarországra eső részének fedezéséről
- 1874. évi XXXIX. törvénycikk Az 1870. évi XLII. tc. 52. §-ának módositásáról
- 1874. évi XL. törvénycikk Az 1873. évi XXXIX. tc. hatályának meghosszabbitása iránt
- 1874. évi XLI. törvénycikk Az 1871. LV. tc. 29. §-ban meghatározott bélyeg- és illetékmentesség meghosszabbitása tárgyában
- 1874. évi XLII. törvénycikk A megyék, kerületek, vidékek és székek 1875. évi közigazgatási, árva- és gyámhatósági kiadásainak fedezéséről
- 1874. évi XLIII. törvénycikk A magyar sorhadi csapatokhoz és haditengerészethez 1875. évben kiállitandó ujoncz- és póttartaléki jutalékok megajánlása tárgyában